# Gate.io
Gate.io — глобальная криптовалютная биржа и блокчейн-платформа, созданная в 2013 году. Она вошла в топ-10 по объему торгов в мире по данным Reuters.

## История

### 2013
Gate.io была основана доктором Лин Ханом в апреле 2013 года. В связи с ограничением на криптовалюту, введенным регуляторами Китая начиная с сентября 2017 года, компания Gate.io вывела свою деятельность за пределы страны, постепенно обслуживая мировой рынок.

### 2019—2021
14 октября 2019 года была запущена платформа прямых трансляции Gate.io Live. Это позволило Gate.io взаимодействовать со своими пользователями в режиме реального времени. Пользователи могут комментировать, отправлять запросы и участвовать в трансляциях на Gate.io Live. Ее функция разделения экрана также позволяет пользователям торговать во время просмотра сессий.
В 2019 году компания запустила фонд Gate SAFU, который выступает в качестве системы социальной защиты и страхового фонда для активов пользователей.
Компания Gate.io в 2020 году выпустила Proof of Reserves или подтверждение резервов — техническое доказательство, позволяющее пользователям проверять свое обеспечение, включая общую сумму активов на платформе. Это комбинация математического алгоритма и финансового аудита, построенного на алгоритме, защищенном от взлома.
Gate.io прошла тест Trusted Volume от Coin Metrics в июле 2020 года, в соответствии с которым аспекты тестового диапазона включают корреляцию объемов, аналитику веб-трафика и качественные характеристики.
Gate.io привлекла Hacken в 2020 году для выполнения требований при получении сертификата Crypto Exchange Ranks (CER) путем усиления механизмов безопасности и практики компании, включая программу поиска ошибок и аудиты тестов на проникновение.
Впоследствии, в августе 2020 года, Gate.io также получил высшую позицию по результатам оценки кибербезопасности от CER.live, платформы рейтинга и сертификации кибербезопасности, которая проверяет балансы и обязательства криптобирж по всему миру.
Подразделение венчурного капитала Gate.io, Gate Ventures, также было создано в сентябре 2021 года. Gate Ventures фокусируется на инвестициях на ранних стадиях в децентрализованную инфраструктуру, экосистему и приложения, а также предоставляет финансирование, операционные ресурсы и отраслевой опыт. На начальных этапах своего существования Gate Ventures запустила фонд стоимостью 100 миллионов долларов для поддержки проектов в отрасли.
Позже, в ноябре 2022 года, Gate Ventures запустила еще один фонд стоимостью 200 миллионов долларов для поддержки большего количества альтернативных протоколов уровня 1 и уровня 2.
В январе 2021 года Gate.io запустила свой стартап-акселератор Gate Labs с целью поддержки предпринимателей отраслевой поддержкой, лучшими практиками и ресурсами.

### 2022—2023
В 2022 году Gate.io запустила Gate Learn, платформу для обучения в области криптовалютных инвестиций.
В октябре 2022 года Gate.io и город Пусан приступили к созданию и управлению Пусанской биржей цифровых активов.
Gate.io в декабре 2022 года заложила 100 миллионов долларов в фонд Gate SAFU, который направлен на поддержку криптоиндустрии.
Gate Group в партнерстве с Visa запустила криптовалютную карту, доступную для отдельных стран Европейской экономической зоны в марте 2023 года.
В 2023 году, Gate.io сотрудничала с Coinfirm, платформой по борьбе с отмыванием денег (AML) и финансированием терроризма (CFT) для управления рисками цифровых активов и криптовалют в режиме реального времени.
В августе 2023 года компания Gate.io вновь привлекла Hacken, на этот раз с целью аудита смарт-контрактов в рамках Gate Web3 и ее более широкой децентрализованной экосистемы. Благодаря этому расширенному партнерству безопасность системы и активов Gate.io была дополнительно улучшена благодаря сторонним аудитам смарт-контрактов и подготовленным отчетам для усиления обнаружения уязвимостей и их устранения, проводимым Hacken.

## Правовой статус
Gate.io является всемирно признанной криптовалютной биржей и поставщиком услуг виртуальных активов, которая является одной из бирж Gate Group. Группа компаний Gate ограничивает свои услуги в определенных географических точках и успешно получила следующие лицензии и разрешения, позволяющие предлагать широкий спектр услуг, адаптированных для различных рынков.

### Европа
В Европе Gate Group получила лицензии и регистрации в различных странах. Это включает лицензию на виртуальные финансовые активы класса 4 (VFA) для осуществления обмена виртуальными активами и кастодиальных услуг на Мальте, регистрацию в качестве поставщика услуг виртуальных активов (VASP) в Литве и Италии, а также регистрацию благотворительной организации в Гибралтаре.
Gate.io получил лицензию на криптоуслуги в Литве в сентябре 2022 года.

### Ближний восток
Расширяя свое присутствие на Ближнем Востоке, Gate Group получила лицензию от Dubai Multi Commodities Centre (DMCC) на осуществление собственной торговли криптовалютными «товарами» в Объединенных Арабских Эмиратах (ОАЭ). Кроме того, в ноябре 2022 года Gate Group запустила Gate Turkey для обслуживания турецкого рынка и удовлетворения потребностей криптотрейдеров в стране.

### Азия
В Гонконге компания Hippo Financial Services Limited из Gate Group приобрела в 2022 году лицензию поставщика услуг Trust & Company Service Provider (TCSP). Также, Gate.HK была официально запущена в мае 2023 года.

### Продукты
Gate.io — это централизованная криптовалютная биржа с различными продуктами и услугами для цифровых активов, включая спотовую и маржинальную торговлю, бессрочные фьючерсы, опционы и NFT. По состоянию на май 2023, совокупные активы биржи Gate.io, как сообщает Bloomberg, составляют 1,88 млрд долларов.

### Торговля
Gate.io поддерживает спотовую торговлю, маржинальную торговлю, push-платежи и функцию конвертации между различными криптовалютами, а также бессрочные фьючерсы и фьючерсы с датой поставки, опционы и CBBC. Пользователи, которые являются новичками на рынке криптовалют, также могут использовать функцию копитрейдипнга для автоматического копирования торговых стратегий опытных трейдеров.

### Продукты и услуги
Помимо финансовых услуг, Gate.io предлагает GateChain, децентрализованную экосистему для хранения, выпуска и торговли цифровыми активами, а также Gate Ventures, Gate Grants, Gate Labs, Gate NFT, Wallet S2, платформу MiniApp и центр GameFi. В августе 2019 года Gate.io запустила свой торговый токен GateToken (GT) в своей основной сети GateChain. В связи с этим 14 сентября 2020 года также был выпущен вайтпейпер о ее блокчейн-протоколе HipoSwap. Чуть позже, в 2021 году, основная сеть GateChain анонсировала, что официально поддерживает виртуальную машину Ethereum (EVM).

### GateToken (GT)
GateToken (GT), нативный токен для публичного блокчейна GateChain, был запущен в августе 2019 года. Его можно использовать для оплаты комиссии за газ за транзакции, которые происходят в сети.

### Экосистема Web3
В рамках экосистемы Web3, у Gate.io есть спотовый рынок DEX, мультичейн маршрутизатор для обмена токенами, агрегатор стейкинга и заработка, торговая платформа NFT и кошелек Gate Wallet. Gate Wallet — это некастодиальный мультичейн агрегированный децентрализованный кошелек, позволяющий пользователям управлять активами в разных блокчейнах.
В ноябре 2022 года Gate.io запустила свое платежное решение на основе криптовалюты под названием Gate Pay. Gate Pay позволяет пользователям безопасно совершать покупки с использованием криптовалют, что еще больше способствует распространению криптовалюты и Web 3.0 среди общественности.